# 48 Ceti
48 Ceti är en vit stjärna i huvudserien i stjärnbilden Valfisken.
48 Ceti har visuell magnitud +5,10 och är synlig för blotta ögat vid normal seeing. Den befinner sig på ett avstånd av ungefär 235 ljusår.